# Vichodna
Vichodna (szlovákul Východná) község Szlovákiában, a Zsolnai kerület Liptószentmiklósi járásában.

## Fekvése
Liptószentmiklóstól 20 km-re keletre, a Fehér-Vág jobb oldalán fekszik.

## Története
Területén már a történelem előtti időben is éltek emberek, ezt bizonyítja a Zámčisko nevű magaslaton található ősi földvár maradványa, melyet ismeretlen nép emelt. Az első szlávok a 8. és 9. században telepedtek meg ezen a vidéken.
1269-ben az adománylevélben még rétként említik „Vihadna” alakban. A falu valószínűleg a 13. század végén keletkezett azon a területen, melyet Bohumir kapott IV. Béla királytól abból a célból, hogy telepítse be. Királyi birtok volt, később 1312-ben Csák Máté szerezte meg, majd halála után ismét a királyé. 1433-tól huszita támadások érték. 1469-től a liptóújvári uradalomhoz tartozott. A 15. században a keleti országrészből jöttek ide román telepesek a vlach jog alapján, főként állattenyésztéssel foglalkoztak. 1715-ben 43, 1720-ban 34 adózója volt. 1784-ben 126 házában 1203 lakos élt. A 18. századtól postaállomás működött a településen és különösen a kézműves mesterség fejlődött nagy mértékben.
A 18. század végén Vályi András így ír róla: „VICHODNA. Tót falu Liptó Várm. földes Ura a’ Királyi Kamara, lakosai többfélék, fekszik Hibbének szomszédságában, mellynek filiája; postája is van, legelője elég, fája van mind a’ kétféle, kézi, és szekeresi munkával van módgyok a’ keresetre, földgye leginkább árpát, és zabot terem.”
1828-ban 177 háza volt 1510 lakossal. Lakói állattartással, favágással, fuvarozással, a nők hímzéssel foglalkoztak.
Fényes Elek 1851-ben kiadott geográfiai szótárában így ír a faluról: „Viczhodna, Liptó m. tót falu a szepesi országutban: 291 katholik., 1219 evang. lak. Evang. anya, kath. fil. templom. Posta hivatal, nagy erdő. Lakosai sok sajtot készitenek, s azzal kereskednek és fával. F. u. a Kamara.”
A 20. század elején nevét „Krivánaljára” magyarosították. A trianoni diktátumig Liptó vármegye Liptóújvári járásához tartozott.
A háború után a településen fűrésztelep és 1921-ig téglagyár is működött. Lakói közül többen foglalkoztak kézművességgel, kosárfonással, takácsmesterséggel, hímzéssel, fafaragással, bognármesterséggel. 1921-ben a falu egy tűzvészben leégett. A faluban halastó is volt.

## Népessége
| Év:            | 1994. | 2004.   | 2014.   | 2024.   |
| -------------- | ----- | ------- | ------- | ------- |
| Emberek száma: | 2352  | 2336    | 2172    | 2226    |
| Eltérés:       |       | -0,68 % | -7,02 % | +2,48 % |

| Év:            | 2023. | 2024. |
| -------------- | ----- | ----- |
| Emberek száma: | 2226  | 2226  |
| Eltérés:       |       | +0 %  |

1910-ben 2142, túlnyomórészt szlovák lakosa volt.
2011-ben 2180 lakosából 2002 szlovák és 83 cigány.

## Neves személyek
- Itt született 1921-ben Peter Ratkoš szlovák történész.

## Nevezetességei
- Szent István első vértanúnak szentelt római katolikus temploma a 15. században épült, 1803-ban klasszicista stílusban átépítették és 1827-ben új boltozatot és tornyot is kapott.
- Evangélikus temploma 1926-27-ben épült a korábbi templom helyén.
- Szabadtéri színpadán rendezik 1953-tól évente a szlovák népdal- és néptánc fesztiválokat; parkjában számos népi ihletésű faszobor áll.

## Külső hivatkozások
- E-obce.sk Archiválva 2008. március 5-i dátummal a Wayback Machine-ben
- Községinfó
- Vichodna Szlovákia térképén